# Govdajohka
Govdajohka is een bergbeek die stroomt in de Finse gemeente Enontekiö in de provincie Lapland. De rivier zorgt voor de afwatering van het bergmeer Haltijärvi (Haldijávri) (hoogte > 1000 meter) dat op de zuidelijke hellingen van de Haltiatunturi ligt. De rivier stroomt zuidwaarts naar een ander meer Pitsusjärvi (Bihcosjávri), dat gelegen is op circa 740 hoogte. Langs de rivier en in haar bedding liggen eindmorenen, die daar terechtkwamen zo’n 10.000 jaar geleden toen de smeltende gletsjer na de laatste ijstijd zich terugtrok. Langs de oostelijke oevers van de stroom loopt een wandelpad van en naar de 1328 meter hoge berg.
Afwatering: Govdadjohka → Pitsusjoki → Vuomakasjoki → (Porojärvi) → Poroeno → Lätäseno → Könkämärivier → Muonio →  Torne → Botnische Golf